# هایکو جپکین
هایکو جپکین (ارمنی: Հայկո Ջեպկին؛ ترکی استانبولی: Hayko Cepkin) خواننده ارمنی‌تبار اهل ترکیه است.

## گذشته
او پس از فارغ‌التحصیل شدن از دبیرستان مخصوص ارامنه، وارد دانشگاه معمار سنان شد و سپس چند سالی را به کسب تحصیلات در زمینه‌های مختلف موسیقی در مراکز مختلف پرداخت. پس از آن شروع به اجرا با هنرمندان معروف ترکیه‌ای کرد و در آلبوم‌های آن‌ها هم مشارکت جست و در این مدت به کسب تجربه پرداخت.

## حرفه
در سال ۲۰۰۵، هایکو یک باند تشکیل و آن را به نام خودش، هایکو جپکین، نامگذاری کرد و خودش تکخوان باند شد.
خیلی از آهنگ‌هایی که در طول زندگی‌اش ساخته بود، در آلبوم اولش Sakin Olmam Lazım (باید ساکت باشم) که در سال ۲۰۰۵ منتشر شد، آمده‌اند. در این آلبوم از سبک‌های مختلف موسیقی از ترکی سنتی گرفته تا استفاده شده‌است. این آلبوم بارها پخش رادیویی شد و به خاطر سبک منحصربه‌فردش حمایت زیادی را جلب کرد.
در ژوئن ۲۰۰۷ دومین آلبومش با نام Tanışma Bitti (آشنایی تمام شد) را منتشر کرد. اولین ترانه آن، Yalnız Kalsın (تنها بماند)، موفقیت بسیار بالایی را در جدول‌های موسیقی ترکیه کسب کرد. پس از این موفقیت‌ها، هایکو در فستیوال سالانه موسیقی راک ترکیه با اسم Rock'n Coke Festival به اجرا پرداخت و پس از آن هم کنسرت‌هایی را اجرا کرد.
در مارس ۲۰۱۰، هایکو سومین آلبومش با نام Sandık را منتشر کرد. تک ترانه Yol Gözümü Dağlıyor (راه چشمم را داغ می‌زند) به موزیک ویدئو تبدیل شد و چند روز قبل از انتشار آلبوم، منتشر شد. پس از آن هایکو برای Doymadınız (سیر نشدید) و Balık Olsaydım (اگر ماهی بودم) هم موزیک ویدئو منتشر کرد. چند ماه بعد، هایکو به خارج از ترکیه به شهر کلن آلمان رفت و در کلوپ شبانه Bootshaus به اجرا پرداخت.

## آلبوم‌ها

### Sakin Olmam Lazım - باید ساکت باشم (۲۰۰۵)
لیست ترانه‌ها:
1. Yarası Saklı (زخمش پنهان است)
2. Hüzünle Karışık (با اندوه آمیخته)
3. Son Kez (واپسین بار)
4. Görmüyorsun (نمی‌بینی)
5. Eller Aldı (بیگانه برد)
6. Seninki Dert Mi (آیا مال تو درد است)
7. Boşluk (خالی بودن)
8. Ben Gideyim (باید بروم)
9. Fırtınam (طوفان من)
10. Hangimiz Masumuz (کداممان معصومیم)
11. Zaman Geçti (زمان گذشته‌است)

### Tanışma Bitti - آشنایی تمام شد (۲۰۰۷)
لیست ترانه‌ها:
1. Yalnız Kalsın Intro
2. Yalnız Kalsın (بگذار تنها بماند)
3. 777 Intro
4. ۷۷۷
5. Bertaraf Et (برطرف کن)
6. Sonra Görüşelim (بعداً دیدار می‌کنیم)
7. Sıkı Tutun Intro
8. Sıkı Tutun (محکم نگه دار)
9. Kaos Intro
10. Kaos (هرج و مرج)
11. Ölüyorum (من می‌میرم)
12. Siren (آژیر)
13. Melekler Intro
14. Melekler (فرشته‌ها)
15. Bilmezsin (نمی‌دونی)
16. Bonus

### Sandık - صندوق (۲۰۱۰)
لیست ترانه‌ها:
1. Sandık (صندوق)
2. Yol Gözümü Dağlıyor (جاده چشمم را داغ می‌زند)
3. Gelin Olmuş (عروس شده‌است)
4. Balık Olsaydım (اگر ماهی بودم)
5. Sahibi Yok (صاحب ندارد)
6. Doymadınız (سیر نشدید)
7. Açtırdınız Kutuyu (مرا مجبور به بازکردن جعبه کردید)
8. Sandığım Hazır (صندوق من حاضر است)
9. Yolun Sonu (پایان راه)

### Aşkın Izdırabını... - اضطراب عشق را … (۲۰۱۲)
لیست ترانه‌ها:
1. Paranoya (پارانویا)
2. Geç Kaldım (دیر کردم)
3. Platonik (افلاطونی)
4. Kabulleniş (پذیرش)
5. İçgüdü (غریزه)
6. Aşk Kitabı (کتاب عشق)
7. Tek Gecelik (یک شبه)
8. Tükenmiş (خسته شده)
9. Takıntı (وسواس)
10. Kıskançlık (رشک)
11. Paranoya - Acoustic
12. Geç Kaldım (Acoustic)
13. Platonik (Electronic)
14. Boynuz Track (Horns Track)

## فیلم‌ها
- ۲۰۰۵: Balans ve Manevra (تعادل و مانور)
- ۲۰۰۸: Çocuk (کودک)[۱]
- ۲۰۰۹: İstenmeyen Tüyler (موهای ناخواسته)
- ۲۰۰۹: 1 Erkek 1 Kadın (یک مرد یک زن)
- ۲۰۱۲: Acayip Hikayeler (حکایت‌های عجیب)